# Carlos Sánchez del Río y Sierra
Carlos Sánchez del Río y Sierra (Borja, Saragossa; 16 d'agost de 1924 - 13 de maig de 2013) va ser un físic, professor, investigador i acadèmic espanyol, president del CSIC i acadèmic de la Reial Acadèmia de Ciències Exactes, Físiques i Naturals.

## Biografia
Doctor en ciències per la universitat de Madrid des de 1948 amb la tesi Un nuevo método para la medida de aberraciones. Va ampliar els seus estudis a la Universitat de Roma, al Centre Informazione Studi ed Esperience (Milà), la Université de Genève, l'Eidgenössische Technische Hoschschule (Zuric) i la Universitat de Chicago entre 1948 i 1953.
Va ser catedràtic d'òptica a la Universitat de La Laguna el 1950 i de Física Atòmica i Nuclear a la Universitat de Madrid des de 1953. Acadèmic numerari de la Reial Acadèmia de Ciències Exactes, Físiques i Naturals (1975), el 1975 va ser nomenat membre del Consell Assessor de RTVE. Ha estat degà de la Facultat de Ciències Físiques de la Universitat Complutense de Madrid (1986).
Va ser vicerector de la Universitat Complutense, Director General de Política Científica, President del Consell Superior d'Investigacions Científiques (1978-1980), vicepresident i president en funcions de la Comissió Assessora de Recerca Científica i Tècnica, Director de Recerca de la Junta d'Energia Nuclear.
President de la Reial Societat Espanyola de Física i Química (1978-1980), de la Reial Societat Espanyola de Física (1980-1984), president de la Societat Nuclear Espanyola i president de l'Associació Nacional de Físics d'Espanya. També ha estat vicepresident de l'Instituto de España i membre del Col·legi Lliure d'Emèrits.
En l'àmbit internacional va ser director de divisió de l'Organisme Internacional d'Energia Atòmica (Viena), president del Centre de Compilació de Dades Nuclears (París), Representant d'Espanya en la Societat Europea d'Energia Atòmica i al Centre Europeu de Recerques Nuclears (CERN, Ginebra).

## Publicacions
- Sánchez del Río, Carlos. Análisis de errores.  Ediciones de la Universidad Complutense de Madrid, 1989. ISBN 978-84-7754-036-6.

- —. Cinemática de los procesos nucleares de baja energía.  Junta de Energía Nuclear, 1973. ISBN 978-84-500-5701-0.

- —. Física cuántica.  Ediciones Pirámide, 2003. ISBN 978-84-368-1656-3.

- —. Fundamentos teóricos de la física atómica y nuclear.  Editorial Dossat, 1960. ISBN 978-84-237-0274-9; Agotado.

- —. Historia de la física: hasta el siglo XIX.  Real Academia de Ciencias Exactas, Físicas y Naturales, 1984. ISBN 978-84-600-3372-1.

- —. Introducción a la interferometría.  Consejo Superior de Investigaciones Científicas, 1949. ISBN 978-84-00-00105-6.

- —. Los principios de la física en su evolución histórica.  Editorial Complutense, 1985. ISBN 978-84-7491-183-1.

- —. Los principios de la física en su evolución histórica.  Instituto de España, 2004. ISBN 978-84-85559-60-2.

- —. Probabilidades de los procesos nucleares.  Centro de Investigaciones Energéticas, Medioambientales y Tecnológicas, 1973. ISBN 978-84-500-5693-8.

- —. El significado de la física.  Editorial Complutense, 2002. ISBN 978-84-7491-677-5.

- —. Sobre el concepto de energía: discurso inaugural.  Real Academia de Ciencias Exactas, Físicas y Naturales, 1979. ISBN 978-84-600-1519-2.

- —. Unidades físicas.  Ediciones de la Universidad Complutense de Madrid, 1987. ISBN 978-84-7754-003-8.